# Astridella
Astridella là một chi bọ cánh cứng trong họ Chrysomelidae.
Chi này được Laboissiere miêu tả khoa học năm 1932.

## Các loài
Các loài trong chi này gồm:
- Astridella cyanipennis Laboissiere, 1932
- Astridella guineensis Laboissiere, 1932